# Льок-Йоль (притока Когеля)
Льок-Йоль або Льокйо́ль або Лек'є́ль (рос. Лёк-Ёль, Лёкъёль, Лекъель) — річка в Республіці Комі, Росія, права притока річки Когель, правої притоки річки Ілич, правої притоки річки Печора. Протікає територією Троїцько-Печорського району.
Річка бере початок у болоті Когельнюр (Когелнюр), протікає на південний схід, південь та південний схід.